# Associazione Calcio Fiorentina 1994-1995
Questa voce raccoglie le informazioni riguardanti l'Associazione Calcio Fiorentina nelle competizioni ufficiali della stagione 1994-1995.

## Stagione
Nella stagione 1994-1995 la neopromossa Fiorentina disputò il cinquantanovesimo campionato di Serie A della sua storia, chiudendo decima. Dopo l'anno in Serie B, lasciarono la squadra Effenberg, Bruno, Carobbi e Faccenda. I nuovi arrivi furono il brasiliano Márcio Santos, vincitore del Mondiale 1994, il portoghese Manuel Rui Costa, Sandro Cois e Andrea Sottil. Dopo un inizio incoraggiante, contraddistinto dalla grande vena realizzativa del centravanti Gabriel Batistuta, la Fiorentina nel mese di gennaio inizia a scricchiolare (complice un richiamo alla preparazione atletica) e non riesce a qualificarsi per la zona Uefa.
Tra i giocatori, positiva la prova dell'esordiente Rui Costa, mentre delude il neo campione del Mondo Marcio Santos. Buona anche la prova del giovane portiere padovano Francesco Toldo, alla prima stagione in serie A. Baiano, che deve fare da spalla al bomber argentino, segna solamente due reti, mentre la difesa è messa sotto accusa specie dopo il pesante rovescio 2-8 contro la Lazio. Da ricordare il 5-2 di Napoli, il 6-3 al Torino, le quattro vittorie consecutive autunnali ma anche e il clamoroso 2-3 patito a Torino contro la Juventus, dopo essere stati in vantaggio 2-0. La Viola perse anche fuori casa contro il Torino, con rete del futuro bianconero Pessotto: da notare che, in quella partita contraddistinta dal ghiaccio, tra le file viola solo Malusci riusciva a stare in piedi grazie alle scarpe prestate dal mister Ranieri.
Batistuta si laureò capocannoniere del campionato con 26 reti, eguagliando il record di gol stagionali in maglia viola per un giocatore, che apparteneva a Kurt Hamrin (1958-1959); segnando consecutivamente in tutte le prime undici giornate, l'argentino batté un altro record, quello di Pascutti che nel Bologna si era fermato a quota dieci.
In Coppa Italia la Fiorentina passò i primi due turni, contro Udinese e Sampdoria, ma si arrese al terzo turno. Perse 2-0 a Parma e 2-1 in casa, venendo così eliminata: ma non dovrà attendere molto per gioire.
La media degli spettatori per partita allo stadio Artemio Franchi fu di 34.400, record per una squadra neopremossa.

## Divise e sponsor
Lo sponsor ufficiale per la stagione 1994-1995 fu Sammontana, mentre il fornitore di materiale tecnico fu Uhlsport.
| Casa | Trasferta |

## Organigramma societario
Area direttiva
- Presidente: Vittorio Cecchi Gori
- Presidente onorario: Valeria Cecchi Gori
- Vicepresidente: Ugo Poggi
- Amministratore delegato: Luciano Luna
- General Manager: Giancarlo Antognoni
- Direttore sportivo: Oreste Cinquini
- Team Manager: Roberto Giachetti
- Segretario generale: Raffaele Righetti

Area sanitaria
- Medico sociale: Marcello Manzuoli
- Massaggiatori: Alberto Benesperi e Luciano Dati
- Fisioterapista: Gabriele Sirimarco

Area tecnica
- Allenatore: Claudio Ranieri
- Allenatore in 2ª: Salvatore Antenucci
- Preparatore dei portieri: Giorgio Pellizzaro
- Allenatore Primavera: Luciano Chiarugi
- Preparatore atletico: Roberto Sassi

## Rosa
| N. |                    | Ruolo | Calciatore            |
| -- | ------------------ | ----- | --------------------- |
|    | Italia (bandiera)  | P     | Cristiano Scalabrelli |
|    | Italia (bandiera)  | P     | Francesco Toldo       |
|    | Italia (bandiera)  | D     | Daniele Carnasciali   |
|    | Italia (bandiera)  | D     | Enzo Gambaro          |
|    | Italia (bandiera)  | D     | Gianluca Luppi        |
|    | Italia (bandiera)  | D     | Alberto Malusci (II)  |
|    | Brasile (bandiera) | D     | Márcio Santos         |
|    | Italia (bandiera)  | D     | Stefano Pioli         |
|    | Italia (bandiera)  | D     | Andrea Sottil         |
|    | Italia (bandiera)  | C     | Daniele Amerini       |
|    | Italia (bandiera)  | C     | Nicola Binchi         |
|    | Italia (bandiera)  | C     | Sergio Campolo        |

| N. |                       | Ruolo | Calciatore            |
| -- | --------------------- | ----- | --------------------- |
|    | Italia (bandiera)     | C     | Angelo Carbone        |
|    | Italia (bandiera)     | C     | Christian Cimarelli   |
|    | Italia (bandiera)     | C     | Sandro Cois           |
|    | Italia (bandiera)     | C     | Fabrizio Di Mauro     |
|    | Portogallo (bandiera) | C     | Rui Costa             |
|    | Italia (bandiera)     | C     | Giovanni Tedesco (II) |
|    | Italia (bandiera)     | C     | Luca Vigiani          |
|    | Italia (bandiera)     | C     | Cristiano Zanetti     |
|    | Italia (bandiera)     | A     | Francesco Baiano      |
|    | Argentina (bandiera)  | A     | Gabriel Batistuta     |
|    | Italia (bandiera)     | A     | Francesco Flachi      |
|    | Italia (bandiera)     | A     | Anselmo Robbiati      |

## Risultati

### Serie A

#### Girone di andata
| Arbitro: | Boggi (Salerno) |

|                                    |           |                    |
| N. Napoli 11’ (aut.) Batistuta 80’ | Marcatori | 75’ (rig.) Herrera |

| Arbitro: | Bettin (Padova) |

|                       |           |               |
| A. Malusci 78’ (aut.) | Marcatori | 25’ Batistuta |

| Arbitro: | Cesari (Genova) |

|                                    |           |                |
| Carnasciali 14’ Batistuta 20’, 59’ | Marcatori | 17’ A. Tentoni |

| Arbitro: | Stafoggia (Pesaro) |

|                                |           |               |
| Pančev 2’ Sosa 27’ (rig.), 83’ | Marcatori | 11’ Batistuta |

| Arbitro: | Beschin (Legnago) |

|               |           |             |
| Batistuta 60’ | Marcatori | 90’ Bergodi |

| Arbitro: | Amendolia (Messina) |

|                  |           |                      |
| G. Bresciani 39’ | Marcatori | 61’ (rig.) Batistuta |

| Arbitro: | Cardona (Milano) |

|                                                                 |           |             |
| Di Mauro 31’ Rui Costa 52’ An. Carbone 55’ Batistuta 57’ (rig.) | Marcatori | 27’ Balleri |

| Arbitro: | Cesari (Genova) |

|                          |           |                                                     |
| Gallo 70’ Ambrosetti 77’ | Marcatori | 31’ Batistuta 41’ Di Mauro 62’ Flachi 76’ Rui Costa |

| Arbitro: | Rodomonti (Teramo) |

|                              |           |  |
| Cois 7’ Batistuta 75’ (rig.) | Marcatori |  |

| Arbitro: | Pairetto (Nichelino) |

|                   |           |                                                                           |
| Agostini 56’, 59’ | Marcatori | 15’ (aut.) Cruz 73’ (aut.) Cannavaro I 81’ Cois 84’, 90’ (rig.) Batistuta |

| Arbitro: | Bettin (Padova) |

|                                            |           |                             |
| Batistuta 60’ (rig.) Vierchowod 73’ (aut.) | Marcatori | 39’ (rig.) Platt 88’ Gullit |

| Arbitro: | Stafoggia (Pesaro) |

|                               |           |                            |
| Vialli 73’, 76’ Del Piero 87’ | Marcatori | 24’ Baiano 35’ An. Carbone |

| Arbitro: | Amendolia (Messina) |

|                        |           |  |
| Am. Carboni 73’ (aut.) | Marcatori |  |

| Arbitro: | Treossi (Forlì) |

|                      |           |                |
| Batistuta 54’ (rig.) | Marcatori | 25’ Cappellini |

| Arbitro: | Boggi (Salerno) |

|              |           |  |
| Pessotto 36’ | Marcatori |  |

| Arbitro: | Bazzoli (Merano) |

|              |           |            |
| Batistuta 9’ | Marcatori | 47’ G. Pin |

| Arbitro: | Cinciripini (Ascoli Piceno) |

|                           |           |  |
| Desailly 78’ Di Canio 84’ | Marcatori |  |

#### Girone di ritorno
| Arbitro: | Pairetto (Nichelino) |

|                              |           |  |
| Muzzi 32’ Herrera 90’ (rig.) | Marcatori |  |

| Arbitro: | Trentalange (Torino) |

|                                  |           |              |
| Batistuta 23’, 57’ Rui Costa 26’ | Marcatori | 71’ Skuhravý |

| Cremona 19 febbraio 1995 20ª giornata | Cremonese        | 0 – 0 | Fiorentina | Stadio Giovanni Zini\| Arbitro: \| Bazzoli (Merano) \| |
| Arbitro:                              | Bazzoli (Merano) |       |            |                                                        |

| Arbitro: | Rosica (Roma) |

|                             |           |                               |
| Rui Costa 43’ Batistuta 75’ | Marcatori | 34’ N. Berti 67’ P. Orlandini |

| Arbitro: | Treossi (Forlì) |

|                                                                                        |           |                                    |
| Casiraghi 4’, 49’, 82’, 89’ (rig.) Negro 30’ Cravero 35’ (rig.) Bokšić 57’ Di Vaio 86’ | Marcatori | 60’ Rui Costa 74’ (rig.) Batistuta |

| Arbitro: | Treossi (Forlì) |

|                 |           |                 |
| An. Carbone 87’ | Marcatori | 28’ M. Esposito |

| Arbitro: | Trentalange (Torino) |

|  |           |               |
|  | Marcatori | 62’ Rui Costa |

| Arbitro: | Lana (Torino) |

|                                                    |           |  |
| Di Mauro 4’ Batistuta 11’ Rui Costa 58’ Flachi 88’ | Marcatori |  |

| Arbitro: | Bolognino (Milano) |

|                                     |           |                                 |
| Márcio Santos 21’ (aut.) Protti 31’ | Marcatori | 40’ Carnasciali 76’ An. Carbone |

| Arbitro: | Beschin (Legnago) |

|                                                     |           |  |
| Sottil 17’ Márcio Santos 47’ Batistuta 55’ Cois 72’ | Marcatori |  |

| Arbitro: | Bolognino (Milano) |

|                |           |                          |
| Gullit 9’, 72’ | Marcatori | 75’ Batistuta 79’ Baiano |

| Arbitro: | Stafoggia (Pesaro) |

|               |           |                                                           |
| Batistuta 70’ | Marcatori | 7’ Vialli 68’ (rig.) R. Baggio 85’ Ravanelli 86’ Marocchi |

| Arbitro: | Rodomonti (Teramo) |

|                     |           |  |
| Balbo 15’ Totti 81’ | Marcatori |  |

| Arbitro: | Trentalange (Torino) |

|                              |           |               |
| Kolyvanov 46’ Cappellini 83’ | Marcatori | 10’ Rui Costa |

| Arbitro: | Cinciripini (Ascoli Piceno) |

|                                                                                                   |           |                                                     |
| L. Pellegrini 25’ (aut.) Batistuta 35’, 90’ (rig.) G. Tedesco 49’ Márcio Santos 56’ Rui Costa 80’ | Marcatori | 27’ (aut.) Márcio Santos 75’ (rig.), 88’ Rizzitelli |

| Arbitro: | Racalbuto (Gallarate) |

|                                 |           |  |
| Branca 75’, 84’ Zola 80’ (rig.) | Marcatori |  |

| Arbitro: | Quartuccio (Torre Annunziata) |

|               |           |                               |
| Batistuta 42’ | Marcatori | 5’ A. Melli 79’ (rig.) Simone |

### Coppa Italia

#### Turni eliminatori
| Arbitro: | Amendolia (Messina) |

|                                |           |                                  |
| A. Carnevale 10’ F. Marino 19’ | Marcatori | 40’ (rig.) Baiano 43’ A. Malusci |

| Arbitro: | Bazzoli (Merano) |

|                          |           |  |
| Campolo 52’ Robbiati 72’ | Marcatori |  |

| Arbitro: | Rosica (Roma) |

|                            |           |             |
| Robbiati 72’ Batistuta 87’ | Marcatori | 4’ A. Melli |

| Arbitro: | Trentalange (Torino) |

|                     |           |               |
| A. Melli 78’ (rig.) | Marcatori | 56’ Batistuta |

#### Fase finale
| Arbitro: | Trentalange (Torino) |

|                     |           |  |
| Zola 45’ Branca 51’ | Marcatori |  |

| Arbitro: | Cinciripini (Ascoli Piceno) |

|                    |           |                     |
| Sensini 59’ (aut.) | Marcatori | 50’ Zola 71’ Branca |

## Statistiche

### Statistiche di squadra
| Competizione | Punti | In casa | In casa | In casa | In casa | In casa | In casa | In trasferta | In trasferta | In trasferta | In trasferta | In trasferta | In trasferta | Totale | Totale | Totale | Totale | Totale | Totale | DR |
| Competizione | Punti | G       | V       | N       | P       | Gf      | Gs      | G            | V            | N            | P            | Gf           | Gs           | G      | V      | N      | P      | Gf     | Gs     | DR |
| ------------ | ----- | ------- | ------- | ------- | ------- | ------- | ------- | ------------ | ------------ | ------------ | ------------ | ------------ | ------------ | ------ | ------ | ------ | ------ | ------ | ------ | -- |
| Serie A      | 47    | 17      | 9       | 6       | 2       | 39      | 21      | 17           | 3            | 5            | 9            | 22           | 36           | 34     | 12     | 11     | 11     | 61     | 57     | +4 |
| Coppa Italia |       | 3       | 2       | 0       | 1       | 5       | 3       | 3            | 0            | 2            | 1            | 3            | 5            | 6      | 2      | 2      | 2      | 8      | 8      | 0  |
| Totale       |       | 20      | 11      | 6       | 3       | 44      | 24      | 20           | 3            | 7            | 10           | 25           | 41           | 40     | 14     | 13     | 13     | 69     | 65     | +4 |

### Statistiche dei giocatori[5]
| Giocatore       | Serie A  | Serie A | Serie A     | Serie A    | Coppa Italia | Coppa Italia | Coppa Italia | Coppa Italia | Totale   | Totale | Totale      | Totale     |
| Giocatore       | Presenze | Reti    | Ammonizioni | Espulsioni | Presenze     | Reti         | Ammonizioni  | Espulsioni   | Presenze | Reti   | Ammonizioni | Espulsioni |
| --------------- | -------- | ------- | ----------- | ---------- | ------------ | ------------ | ------------ | ------------ | -------- | ------ | ----------- | ---------- |
| D. Amerini      | 13       | 0       | ?           | ?          | 2            | 0            | ?            | ?            | 15       | 0      | ?           | ?          |
| F. Baiano       | 27       | 2       | ?           | ?          | 5            | 1            | ?            | ?            | 32       | 3      | ?           | ?          |
| G. Batistuta    | 32       | 26      | ?           | ?          | 5            | 2            | ?            | ?            | 37       | 28     | ?           | ?          |
| N. Binchi       | -        | -       | -           | -          | 1            | 0            | ?            | ?            | 1        | 0      | 0+          | 0+         |
| S. Campolo      | 6        | 0       | ?           | ?          | 3            | 1            | ?            | ?            | 9        | 1      | ?           | ?          |
| A. Carbone      | 27       | 4       | ?           | ?          | 4            | 0            | ?            | ?            | 31       | 4      | ?           | ?          |
| D. Carnasciali  | 24       | 2       | ?           | ?          | 3            | 0            | ?            | ?            | 27       | 2      | ?           | ?          |
| C. Cimarelli    | 2        | 0       | ?           | ?          | -            | -            | -            | -            | 2        | 0      | 0+          | 0+         |
| S. Cois         | 27       | 3       | ?           | ?          | 3            | 0            | ?            | ?            | 30       | 3      | ?           | ?          |
| F. Di Mauro     | 28       | 3       | ?           | ?          | 3            | 0            | ?            | ?            | 31       | 3      | ?           | ?          |
| F. Flachi       | 21       | 2       | ?           | ?          | 3            | 0            | ?            | ?            | 24       | 2      | ?           | ?          |
| E. Gambaro      | 6        | 0       | ?           | ?          | 1            | 0            | ?            | ?            | 7        | 0      | ?           | ?          |
| G. Luppi        | 23       | 0       | ?           | ?          | 5            | 0            | ?            | ?            | 28       | 0      | ?           | ?          |
| A. Malusci (II) | 30       | 0       | ?           | ?          | 6            | 1            | ?            | ?            | 36       | 1      | ?           | ?          |
| Márcio Santos   | 32       | 2       | ?           | ?          | 6            | 0            | ?            | ?            | 38       | 2      | ?           | ?          |
| S. Pioli        | 24       | 0       | ?           | ?          | 6            | 0            | ?            | ?            | 30       | 0      | ?           | ?          |
| A. Robbiati     | 15       | 0       | ?           | ?          | 4            | 2            | ?            | ?            | 19       | 2      | ?           | ?          |
| Rui Costa       | 31       | 9       | ?           | ?          | 4            | 0            | ?            | ?            | 35       | 9      | ?           | ?          |
| C. Scalabrelli  | 2        | -1      | ?           | ?          | 1            | -2           | ?            | ?            | 3        | -3     | ?           | ?          |
| A. Sottil       | 17       | 1       | ?           | ?          | 2            | 0            | ?            | ?            | 19       | 1      | ?           | ?          |
| G. Tedesco (II) | 21       | 1       | ?           | ?          | 3            | 0            | ?            | ?            | 24       | 1      | ?           | ?          |
| F. Toldo        | 34       | -56     | ?           | ?          | 5            | -6           | ?            | ?            | 39       | -62    | ?           | ?          |
| L. Vigiani      | 1        | 0       | ?           | ?          | -            | -            | -            | -            | 1        | 0      | 0+          | 0+         |
| C. Zanetti      | 2        | 0       | ?           | ?          | -            | -            | -            | -            | 2        | 0      | 0+          | 0+         |